# Quinta do Anjo
Quinta do Anjo é uma povoação portuguesa sede da Freguesia de Quinta do Anjo do Município de Palmela, freguesia com 51,06 km² de área e 14262 habitantes (censo de 2021), tendo, por isso, uma densidade populacional de 279,3 hab./km².
Elevada, no âmbito da organização administrativa do Estado Português, ao estatuto de freguesia em 10 de fevereiro de 1928, possui uma dimensão rural e de indústrias transformadoras relacionadas com este setor primário - particularmente a queijaria, a padaria e a vinicultura - de grande importância económica e cultural tanto para a Freguesia como para toda a Região.
A par deste setor, coexiste uma industrialização crescente que coloca a Freguesia da Quinta do Anjo como a freguesia que maior peso representa para o PIB português onde, naturalmente, a Autoeuropa tem um papel predominante na região. Com um papel mais modesto, mas não menos importante, é de realçar também a presença da fábrica de refrigerantes da Coca-Cola Company em Cabanas.

## Demografia
Nota: a freguesia foi criada pelo decreto n.º 15.004, de 07/12/1928, com lugares desanexados da freguesia de Palmela.
A população registada nos censos foi:
| Distribuição da População por Grupos Etários | Distribuição da População por Grupos Etários | Distribuição da População por Grupos Etários | Distribuição da População por Grupos Etários | Distribuição da População por Grupos Etários |
| -------------------------------------------- | -------------------------------------------- | -------------------------------------------- | -------------------------------------------- | -------------------------------------------- |
| Ano                                          | 0-14 Anos                                    | 15-24 Anos                                   | 25-64 Anos                                   | > 65 Anos                                    |
| 2001                                         | 1254                                         | 996                                          | 4618                                         | 1486                                         |
| 2011                                         | 2091                                         | 1043                                         | 6679                                         | 2052                                         |
| 2021                                         | 2245                                         | 1560                                         | 7710                                         | 2747                                         |

## Património
- Grutas da Quinta do Anjo ou Grutas do Casal do Pardo
- Capela de São Gonçalo

## Sociedade
- Escutismo na Quinta do Anjo
- «Sociedade de Instrução Musical da Quinta do Anjo»